# Église Saint-Saturnin de Meschers-sur-Gironde
Pour les articles homonymes, voir Église Saint-Saturnin.
L’église Saint-Saturnin de Meschers est une église paroissiale située dans la commune de Meschers-sur-Gironde, dans le département de la Charente-Maritime et le diocèse de La Rochelle et Saintes. Reconstruite à plusieurs reprises au cours des siècles, elle s'inspire du néo-classicisme ; sa sobriété n'est pas sans rappeler les temples protestants de la région, à commencer par celui de Meschers.
Elle conserve un remarquable clocher gothique, du XVe siècle (mais édifié sur une souche romane), symbole de la cité, inscrit à l'inventaire supplémentaire des monuments historiques, depuis 1925 (arrêté du 23 février 1925).

## Histoire
La paroisse de « Miscaria » se dote, sans doute, très tôt d'une église. Il est probable qu'il en existe déjà une au IXe siècle, lorsque le roi d'Aquitaine Louis le Pieux fait don de la « Villa » (domaine) de « Miscaria » à l'église Saint-Seurin de Bordeaux, mais on ne sait absolument rien de cet édifice hypothétique.
Une nouvelle église est reconstruite au XIIe siècle, époque où fleurissent les chantiers romans dans la plupart des paroisses environnantes.
L'église est remaniée au siècle suivant, sous l'impulsion des moines de Saint-Jean-d'Angély, qui édifient également un prieuré. Il est probable que l'église souffre de déprédations durant la guerre de Cent Ans, car un nouvel édifice est bâti vers 1480. Il n'en subsiste que le clocher actuel, qui se terminait, à cette époque par une flèche, elle-même cantonnée de quatre pinacles, dont deux seuls subsistent aujourd'hui.
On ne sait si l'église souffre des poussées iconoclastes si fréquentes dans la région, pendant les guerres de Religion, mais elle est sérieusement endommagée par un bombardement de pirates espagnols en 1620 et, de nouveau, pendant les combats entre l'armée royale de Louis XIII et les « rebelles » protestants, deux ans plus tard. C'est au cours de ces événements qu'elle perd le couronnement de son clocher, qui n'est pas rétabli.
Une nouvelle église, fort simple, est reconstruite peu après. C'est sous ses voûtes qu'est prêté le « serment fédératif », le 14 juillet 1790, de fidélité « à la loi, au Roi et à la constitution », en présence du premier maire de la commune, François Gautret.
En 1827, l'édifice étant jugé dans un état déplorable, il est décidé de le reprendre presque entièrement. Le parti choisi, inspiré du rigorisme néo-classique, soulève un certain nombre de protestations parmi les fidèles.
En 1958, une nouvelle campagne de restauration est entreprise, à la demande des abbés Moreau d'abord, Ficot ensuite.
L'église est ensuite réaménagée pour l'adapter aux décisions du concile Vatican II.

## Architecture
L'église de Meschers se caractérise par une grande sobriété. Elle conserve une façade monumentale, s'inscrivant dans la tradition néoclassique. Les trois portails en plein cintre ne sont pas sans évoquer la composition traditionnelle des églises romanes saintongeaises. Ils sont séparés par une série de quatre pilastres doriques. Le niveau supérieur est occupé par un entablement à l'antique, orné de glyphes, et surmonté d'un grand fronton triangulaire, où l'on peut lire une inscription latine extraite du psaume 117 proclamant : « A domino factum est istud et est mirabile in occulis nostris » (Le Seigneur a fait cela, et c'est admirable à nos yeux).

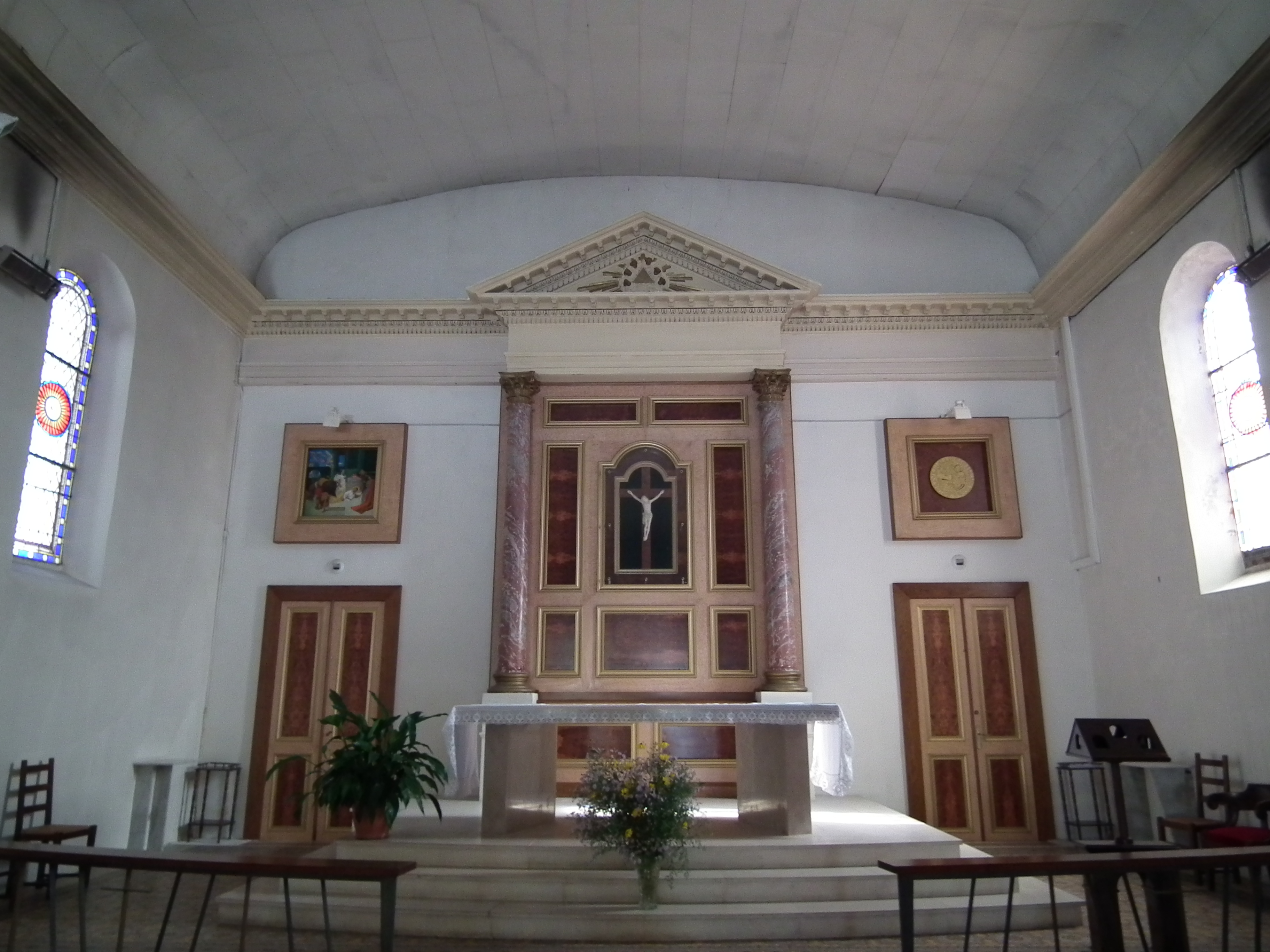
Le chœur de l'église de Meschers est d'une grande sobriété.

L'intérieur de l'édifice, qui reprend la traditionnelle disposition en croix latine, conserve quelques éléments de mobilier remarquables : série de quatre vitraux historiés représentant saint Paul, saint Pierre (« Sur cette pierre je bâtirai mon Église et je te donnerai les clefs du Royaume des Cieux »), saint Michel terrassant le dragon et saint Jean-Baptiste, précurseur du Christ. Les vitraux de Saint-Paul et de Saint-Pierre sont signés du peintre-verrier de Bordeaux, Gustave Pierre Dagrant, en 1898.
Le chevet, aveugle, est orné, derrière un maître-autel d'une grande simplicité, de boiseries réalisées par l'ébéniste Redeuilh. Un christ en ivoire, placé sous un fronton classique et encadré de deux colonnes en faux marbre, répond à une huile sur toile, représentant le martyre de saint Saturnin (patron de la paroisse), placée à droite du maître-autel, en 2002, et à la reproduction d'une médaille en l'honneur de ce même saint, agrandie cinquante fois, encadrée et placée à droite de l'autel, en 1997.
Le croisillon de droite est placé sous l'invocation de saint Joseph : il conserve une statue de ce saint, sur fond de boiseries (saint Joseph étant le patron des charpentiers). Le croisillon de gauche est placé sous l'invocation de la Vierge Marie : peinte dans des coloris bleu pâle, la chapelle conserve, abritée dans une niche, une statue de la Vierge à l'enfant Jésus, de facture récente.
Un peu en retrait, à proximité de l'entrée (côté droit), une chapelle abrite les fonts baptismaux.
Autres éléments remarquables, une statue de saint Saturnin, avec crosse et mitre, est placée près de la porte principale, et un ex-voto représentant un trois-mâts (grand mât, misaine et artimon) à deux ponts et neuf canons par bordée, don de pêcheurs de Meschers, est suspendu à la voûte de la nef.
Le clocher se dresse sur le côté gauche de la façade : il s'agit de la partie la plus ancienne de l'édifice, la seule à avoir réchappé aux destructions menées au cours des siècles. La souche (partie basse) est romane, et date du XIIe siècle. La partie supérieure a été refaite à partir de 1480, année de reconstruction de l'église. Évoquant le clocher de l'abbaye de Sablonceaux, il conserve de fines baies gothiques polylobées, et se termine par deux pinacles. Ils étaient autrefois au nombre de quatre, et encadraient une flèche, abattue au XVIIe siècle. L'ensemble a été restauré au XIXe siècle par l'architecte Marc Roberti. Un des deux pinacles a été frappé par la foudre en 1993, et a été restauré en 1996. Le clocher abrite trois cloches : Jeanne, un bourdon de 675 kg sonnant le Fa, est la plus ancienne. Elle fut bénite en 1890, sous le pontificat de Léon XIII. Deux cloches plus petites, Lucie et Anne-Radegonde, furent installées dans le clocher, le 6 décembre 2000. La première, pesant 96 kg, sonne le fa (une octave au-dessous de Jeanne ), la seconde, pesant 128 kg, sonne le mi-bémol.

## Galerie

L'extérieur
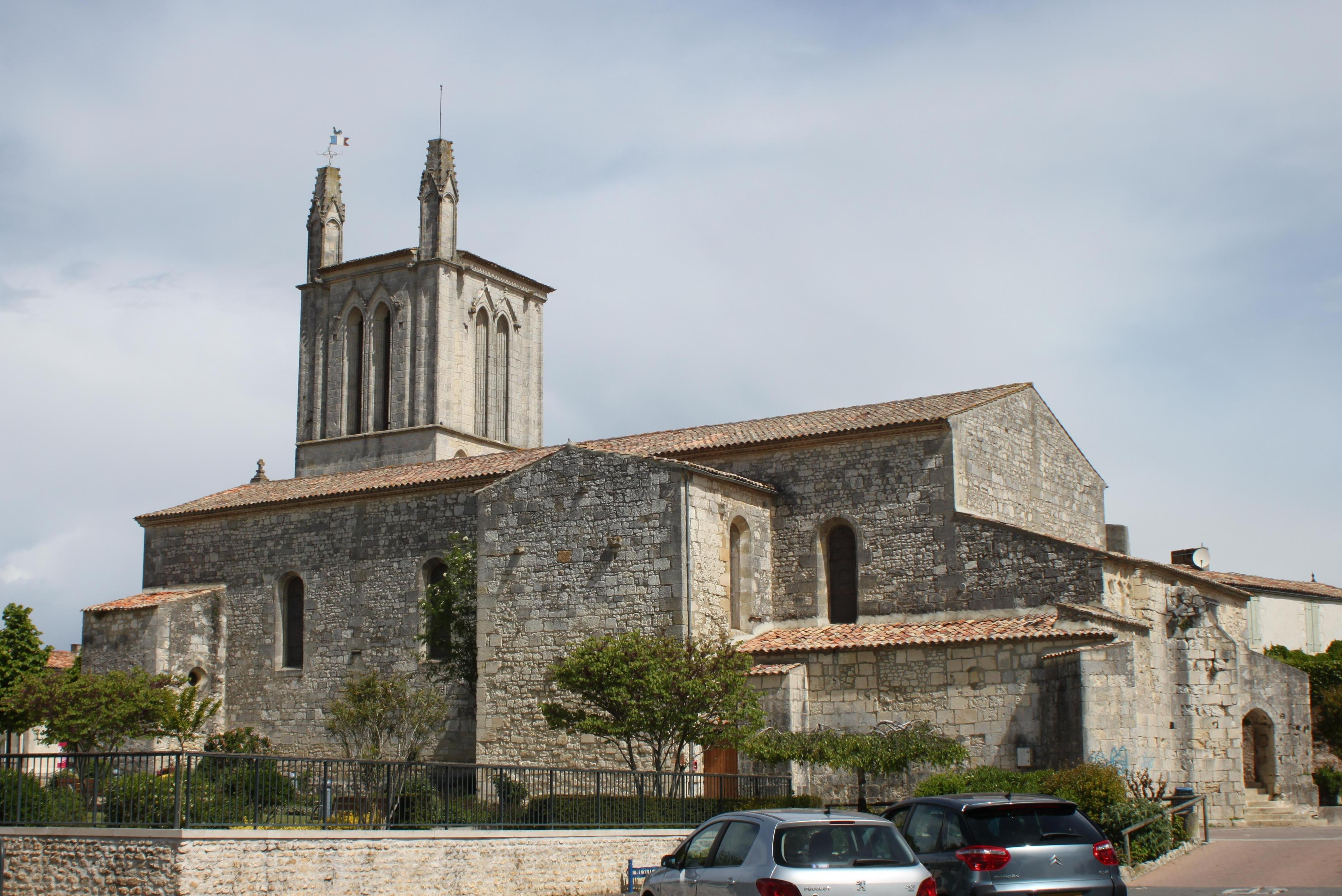
Vue sud-ouest.
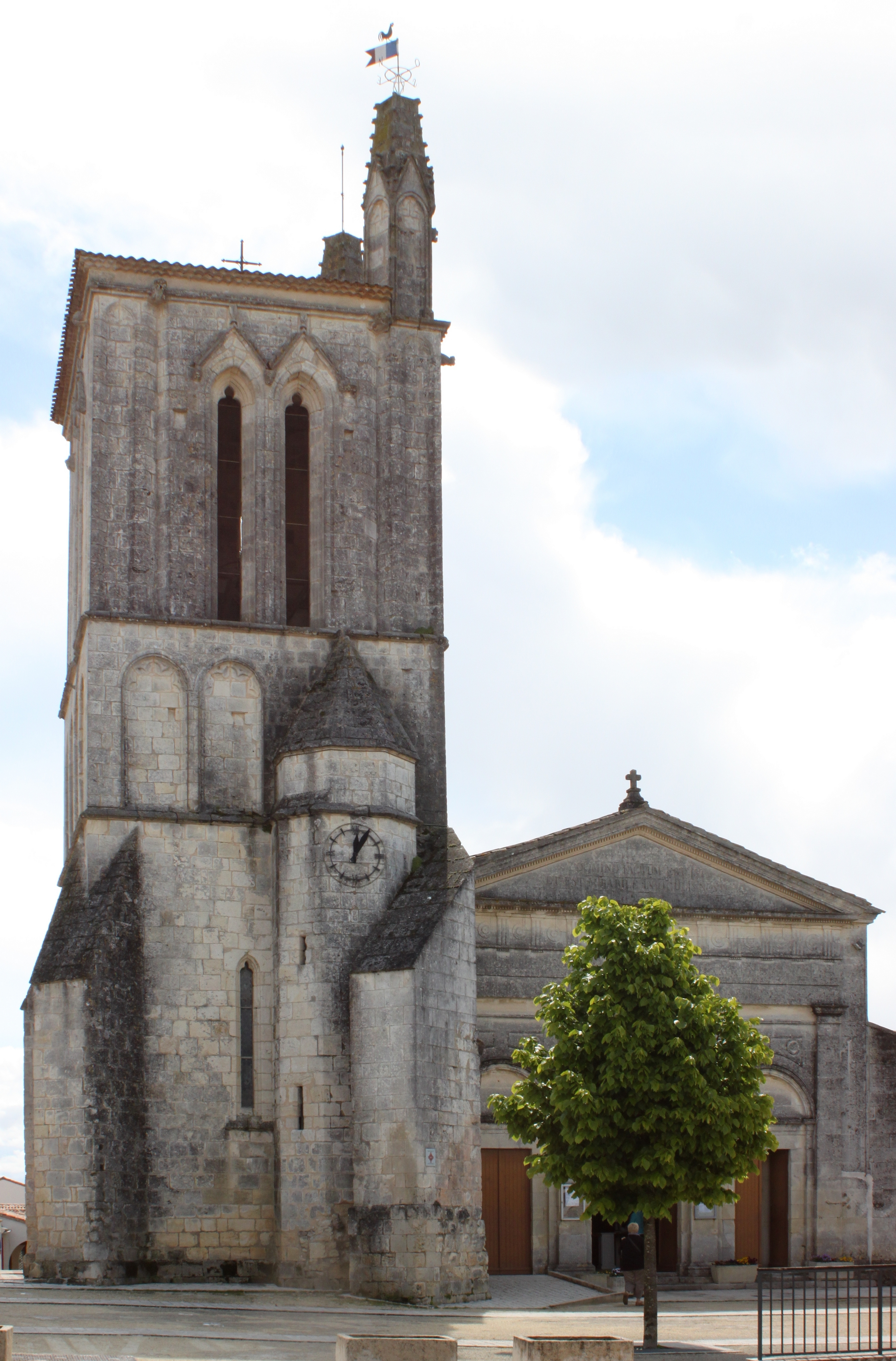
Façade ouest.
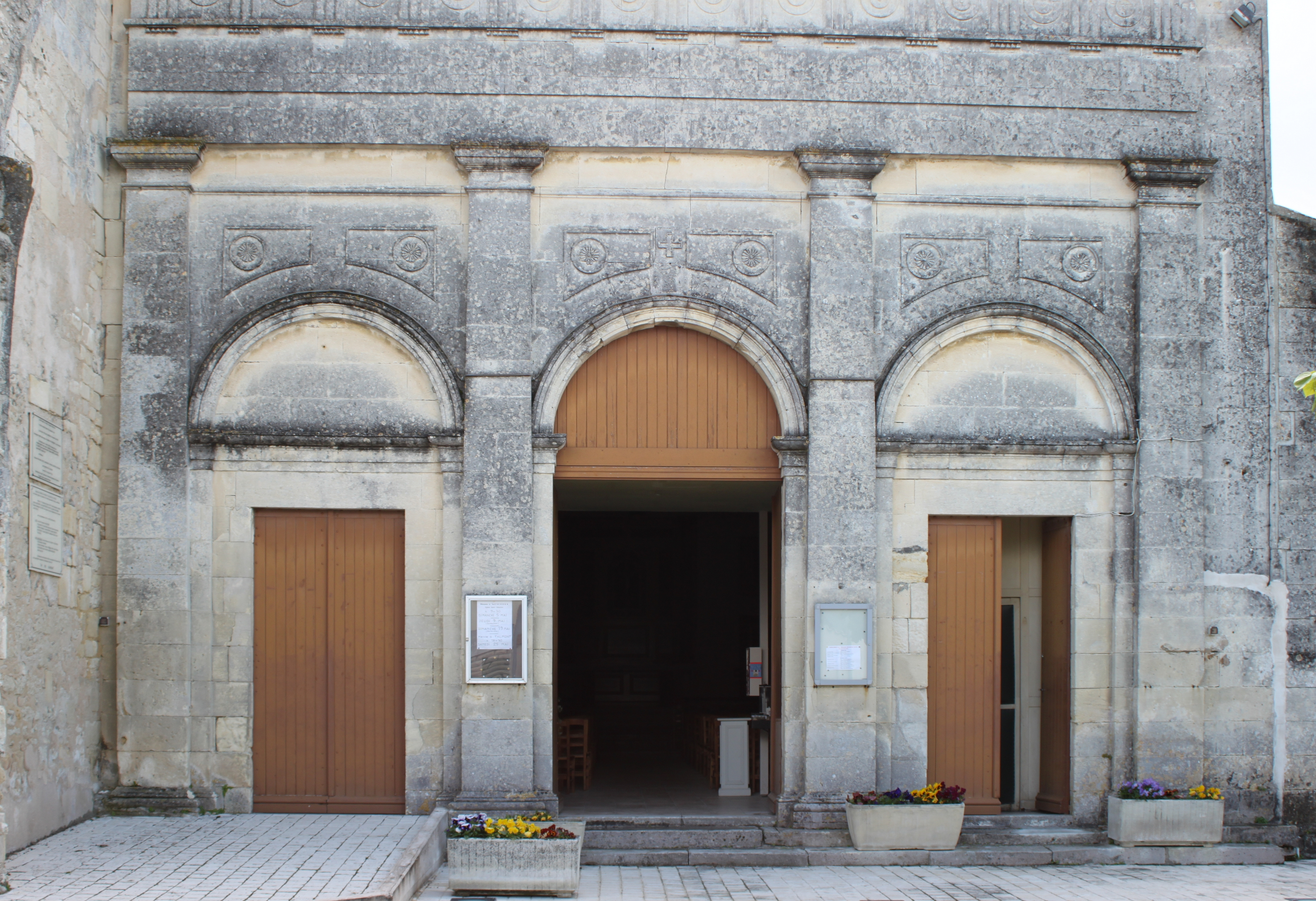
Portail.
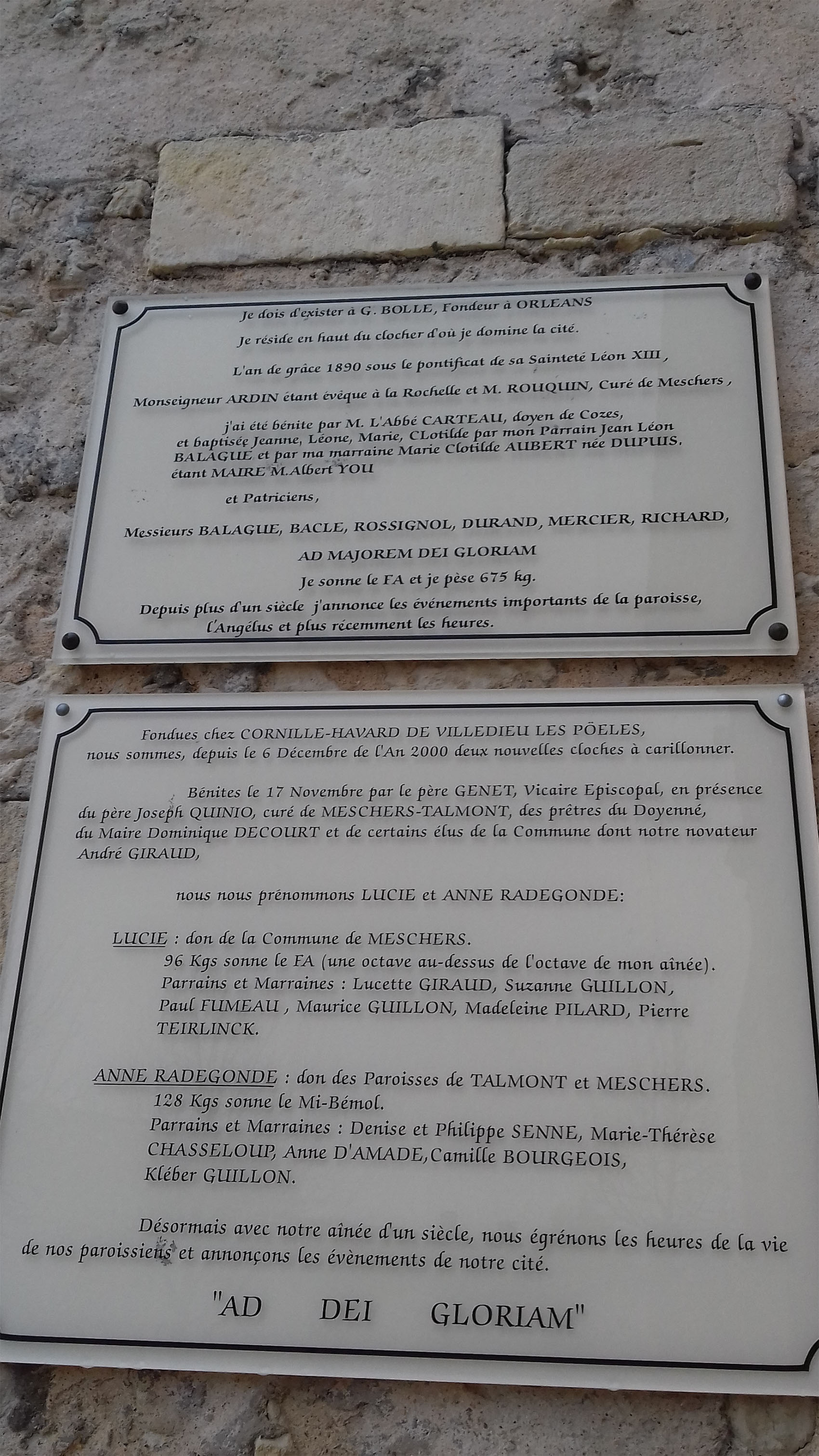
Plaque.

Les autels et absidioles
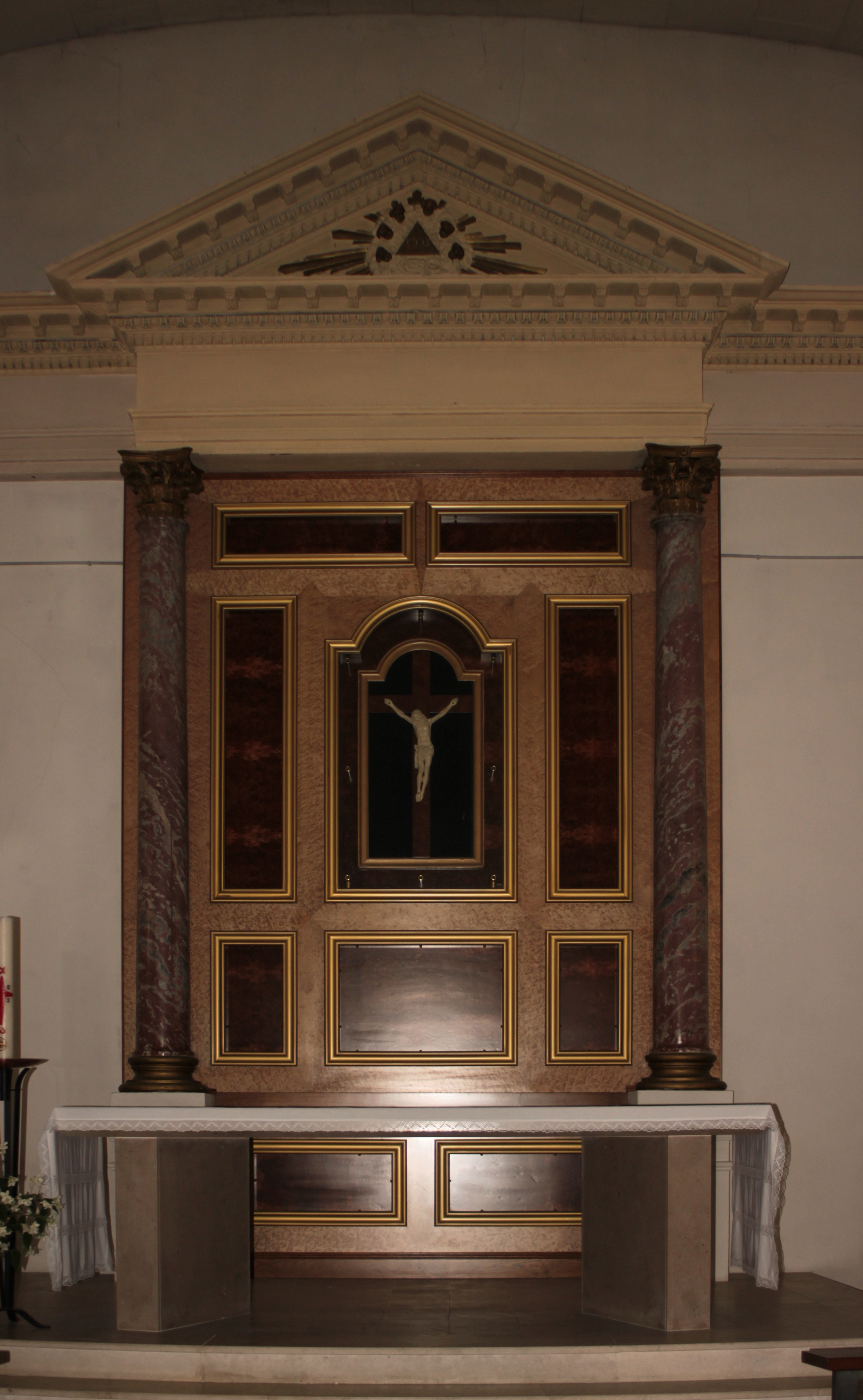
Maître-autel.
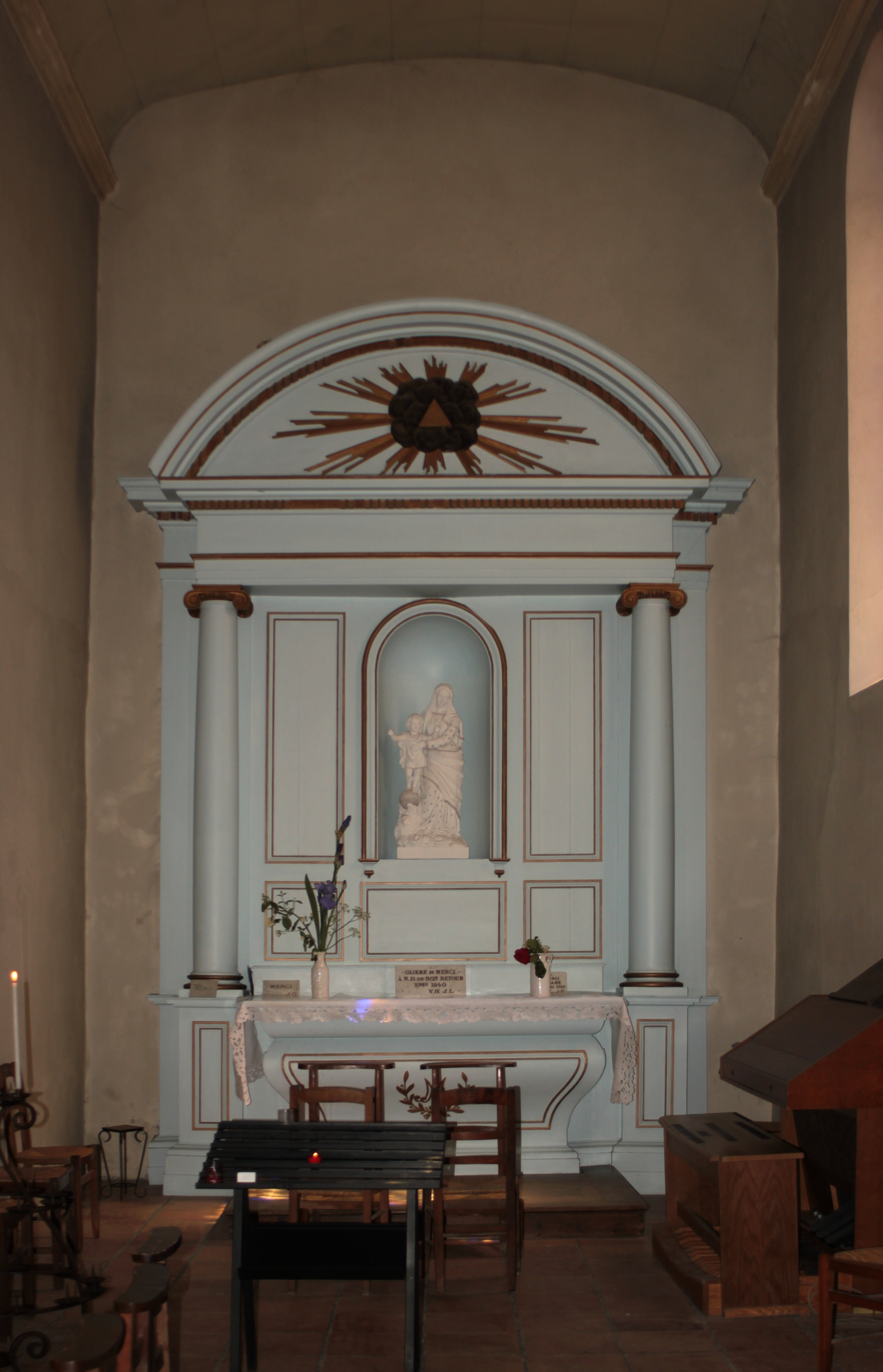
Autel Notre-Dame (nord).
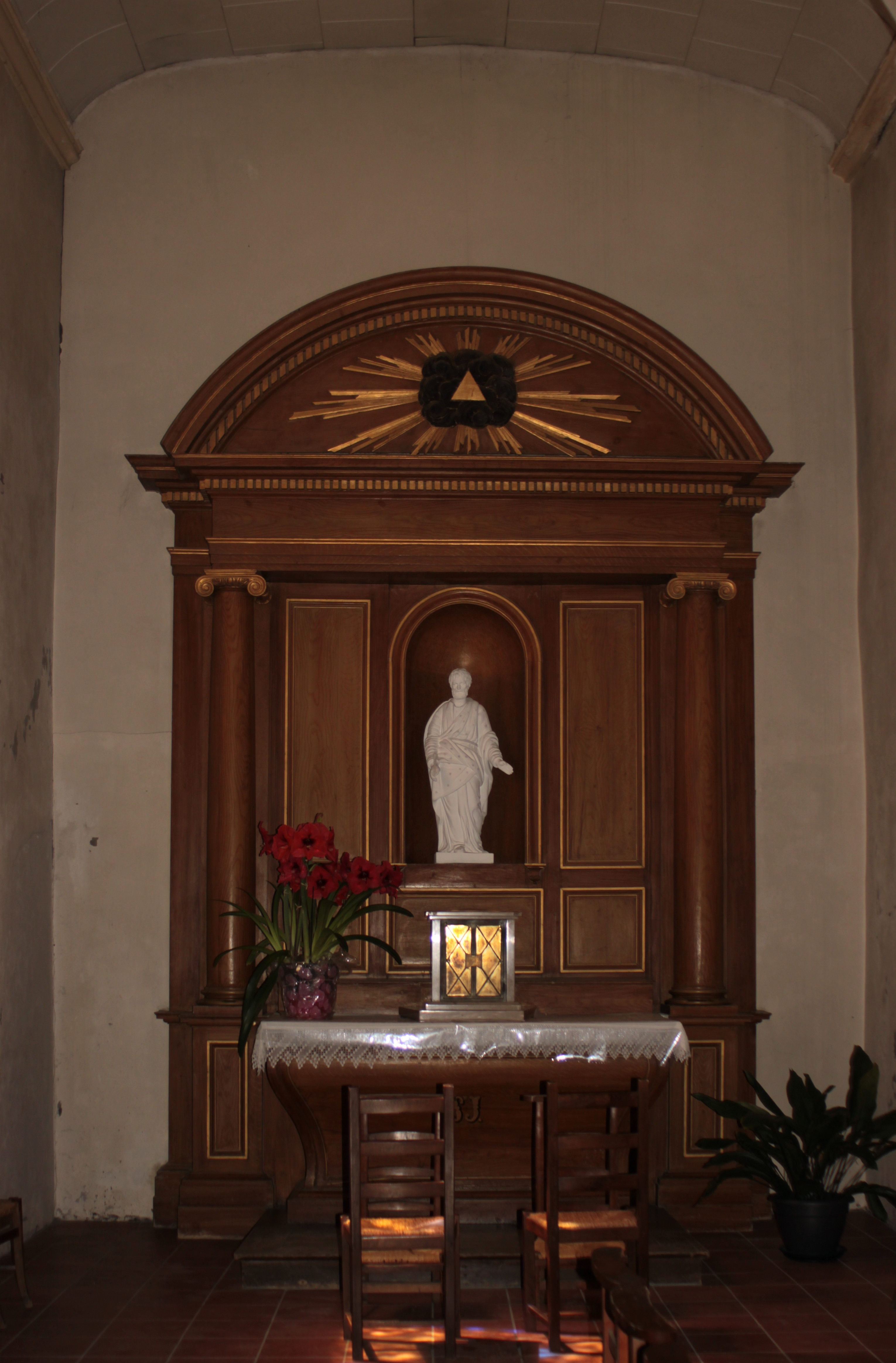
Autel Saint-Joseph (sud).
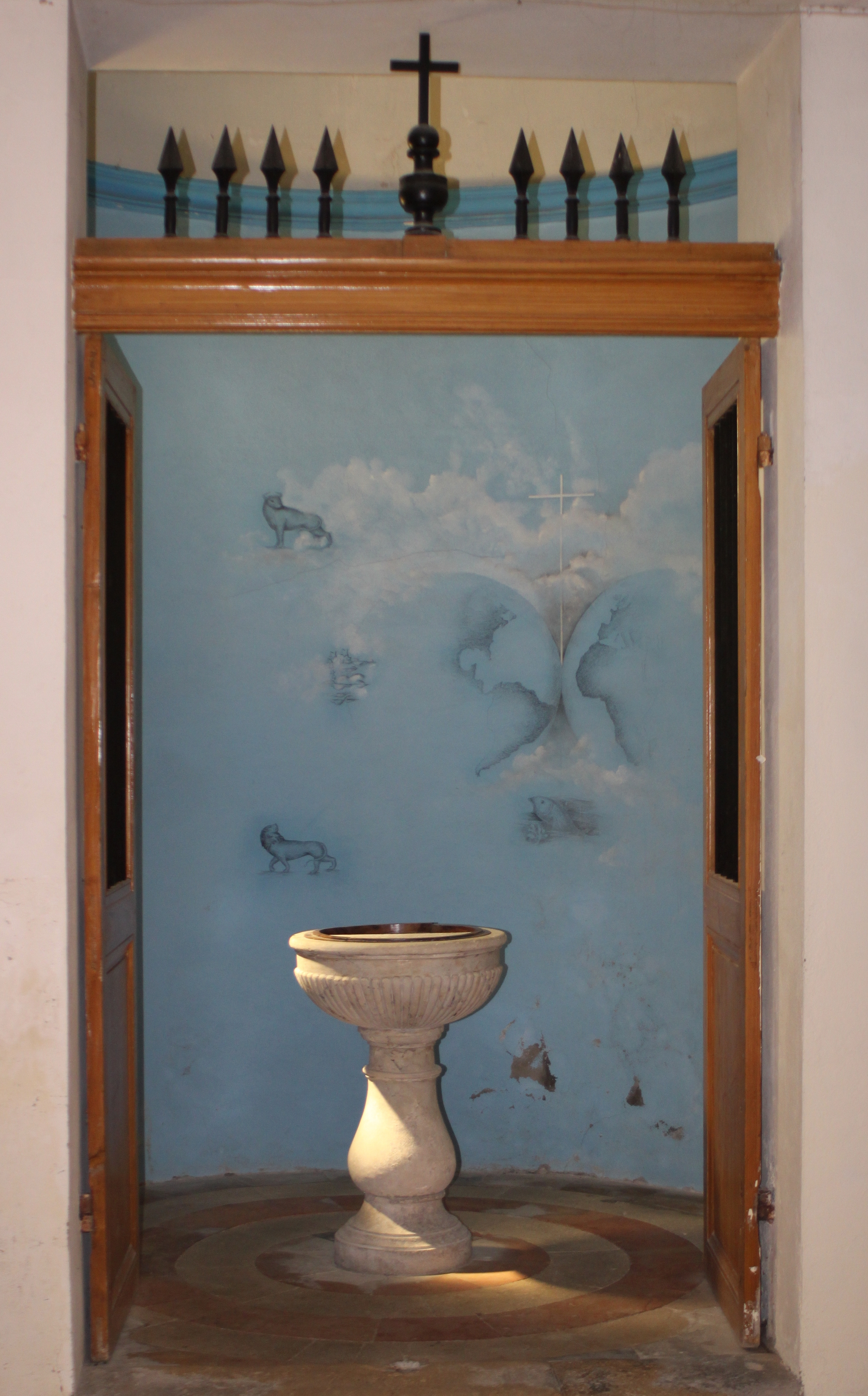
Baptistère.

Les statues
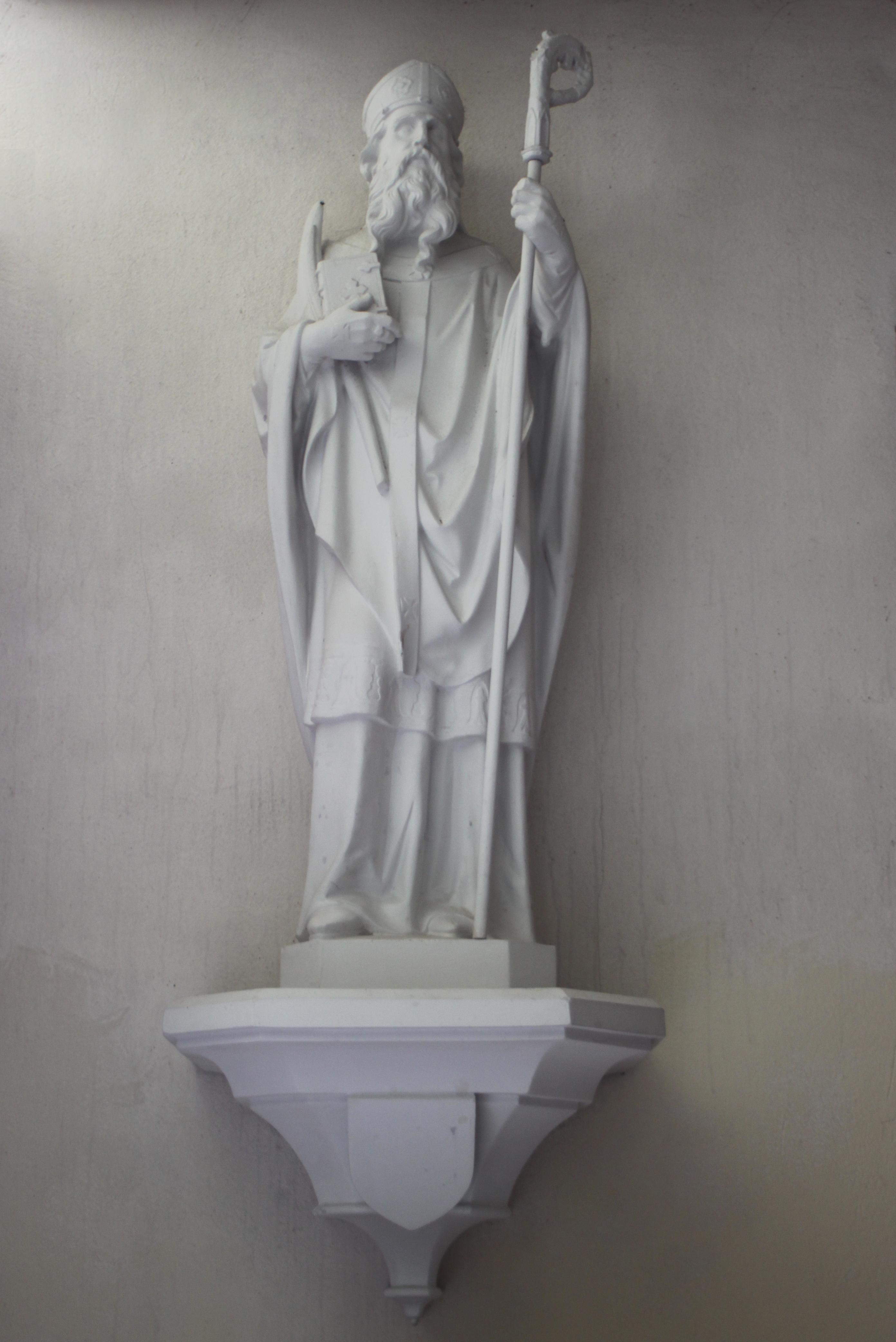
Saint Saturnin.
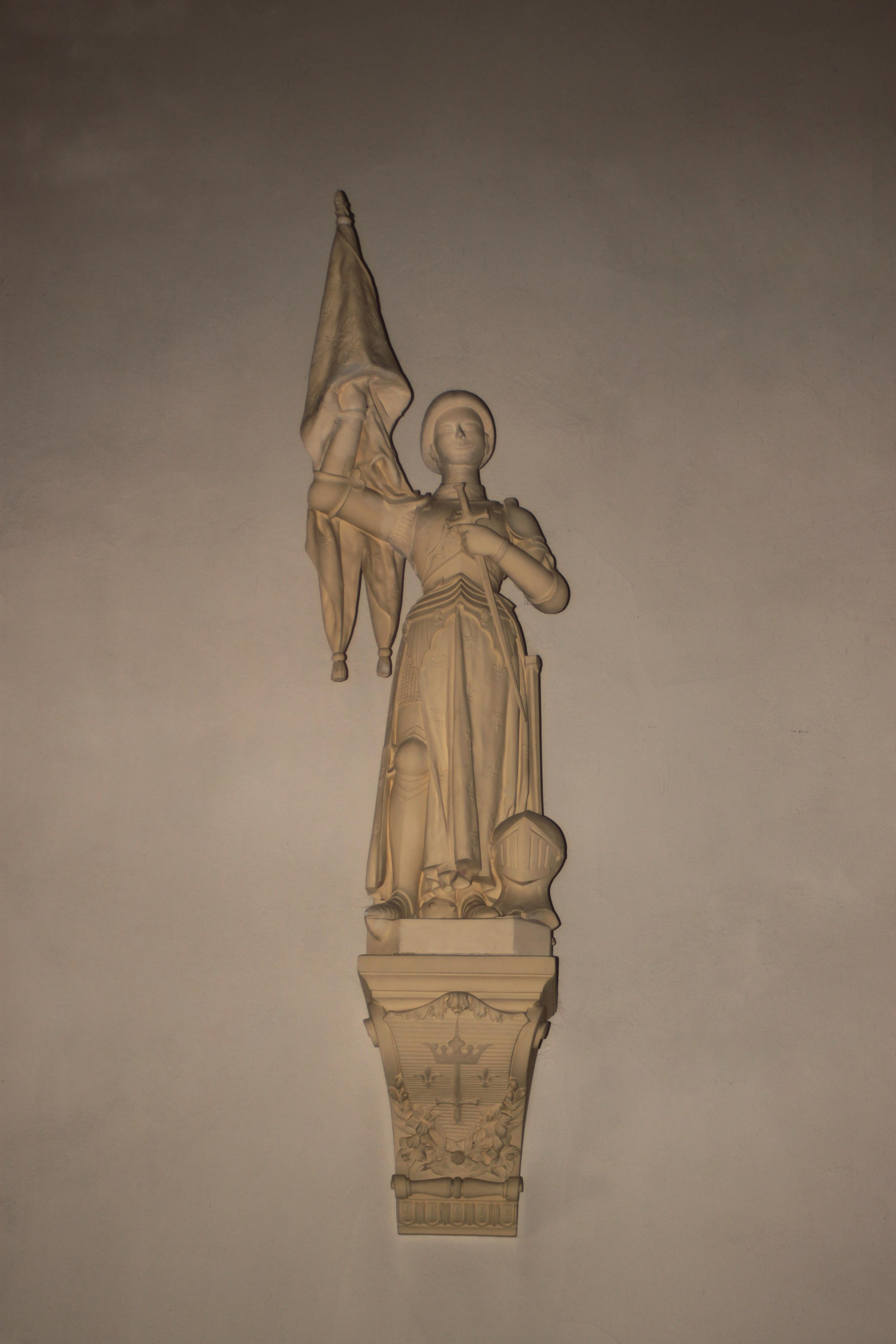
Bienheureuse Jeanne-d'Arc.
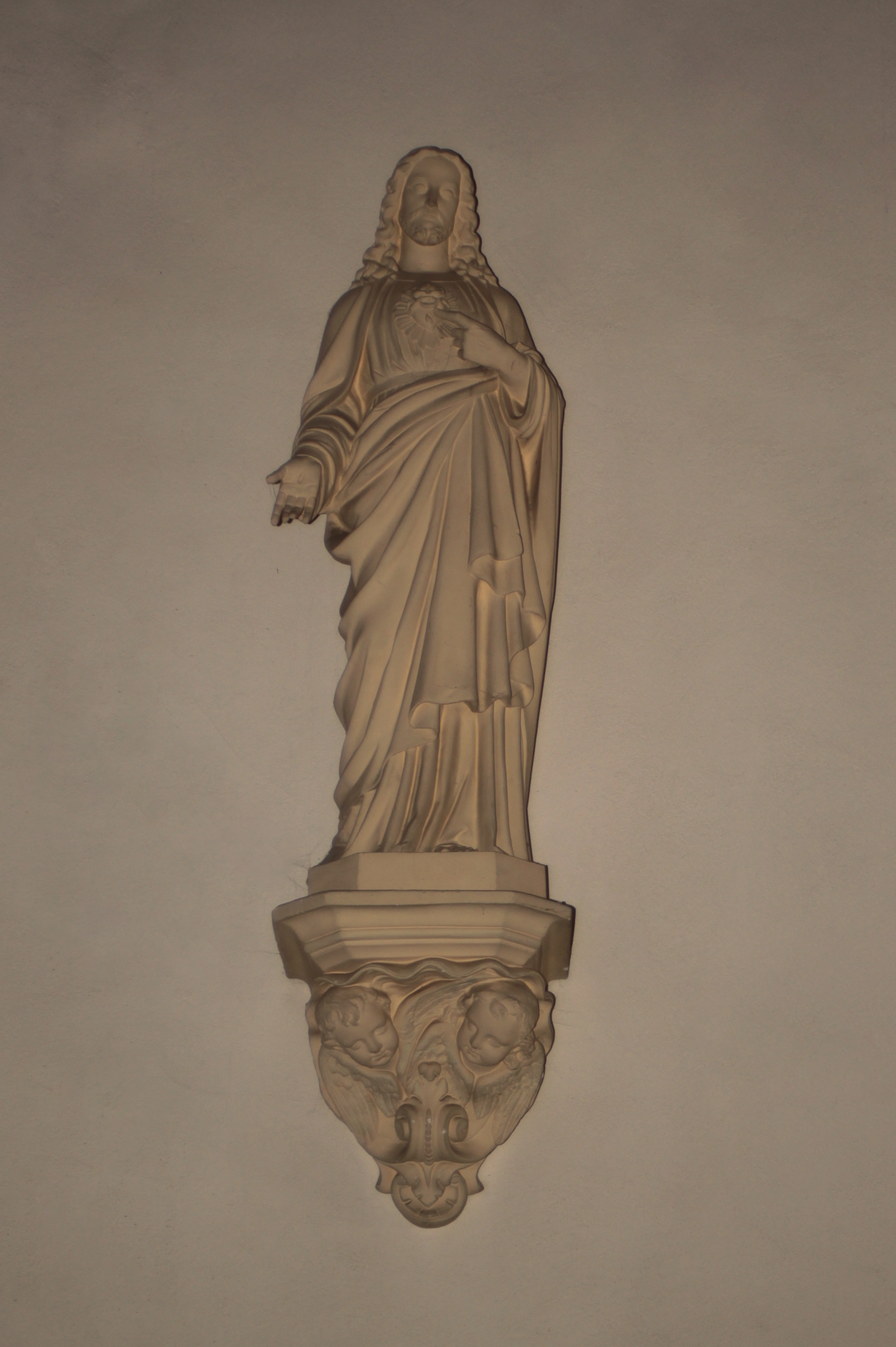
Sacré-Cœur.
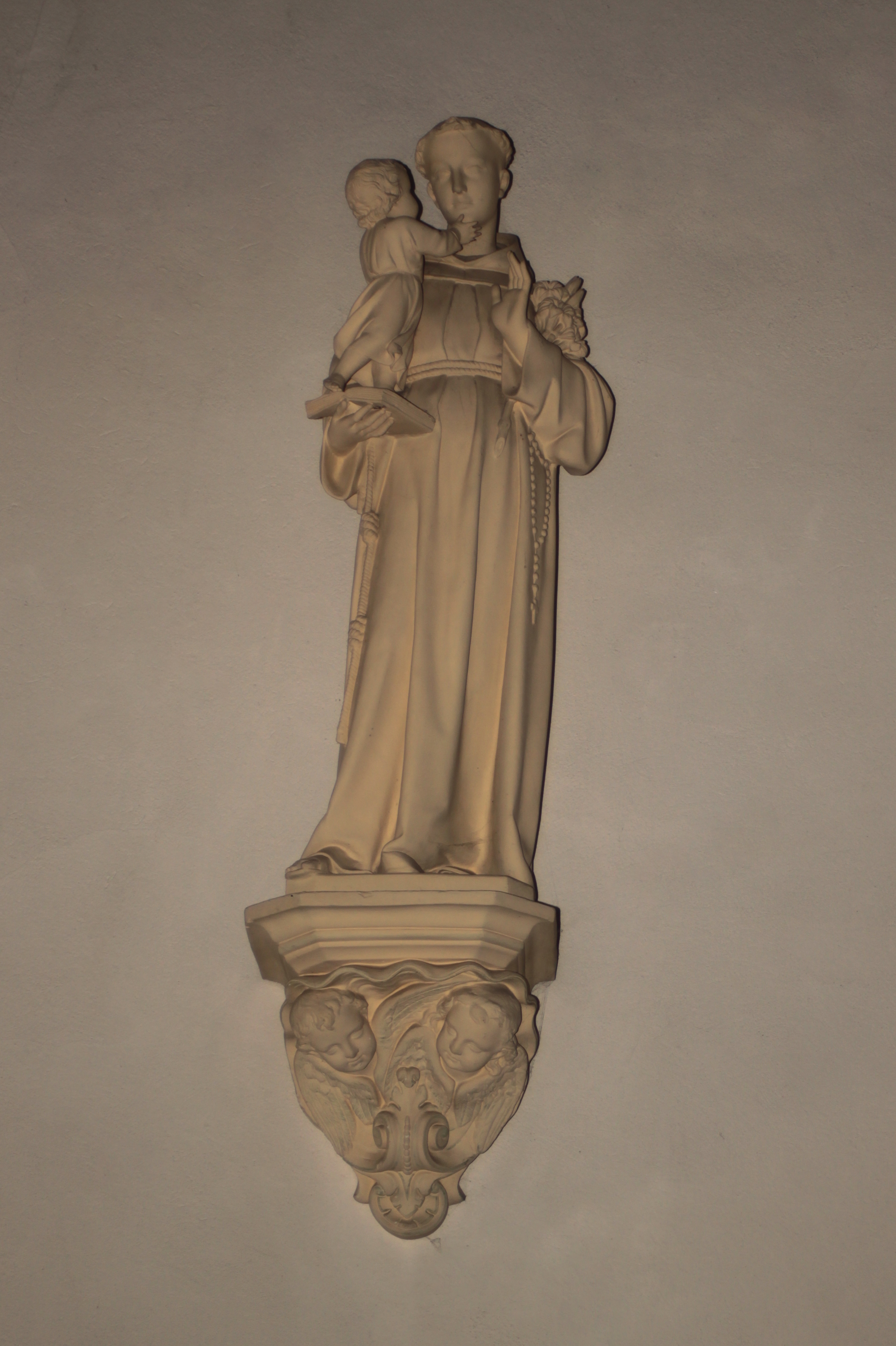
Saint Antoine de Padoue.
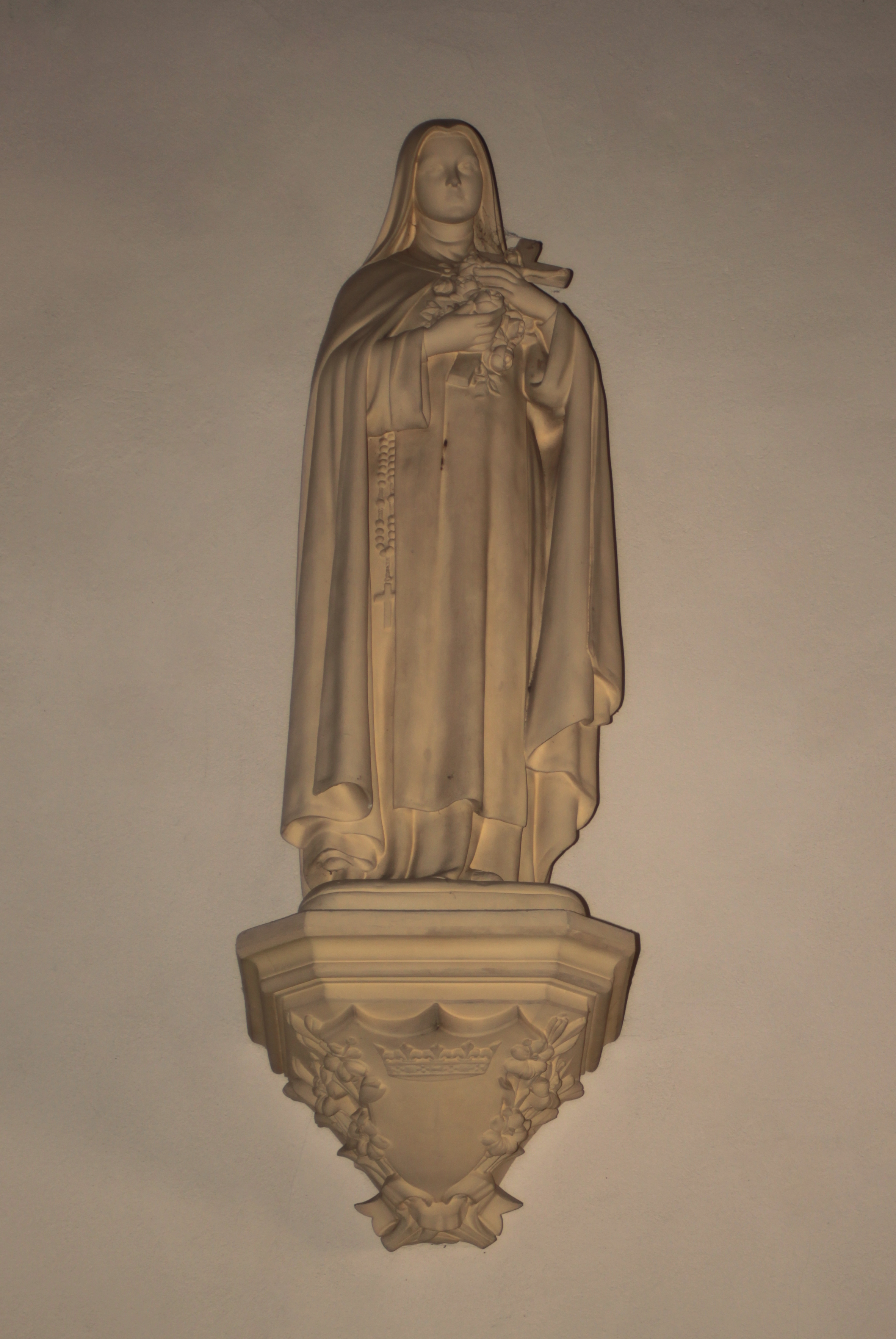
Sainte Thérèse.

Les vitraux
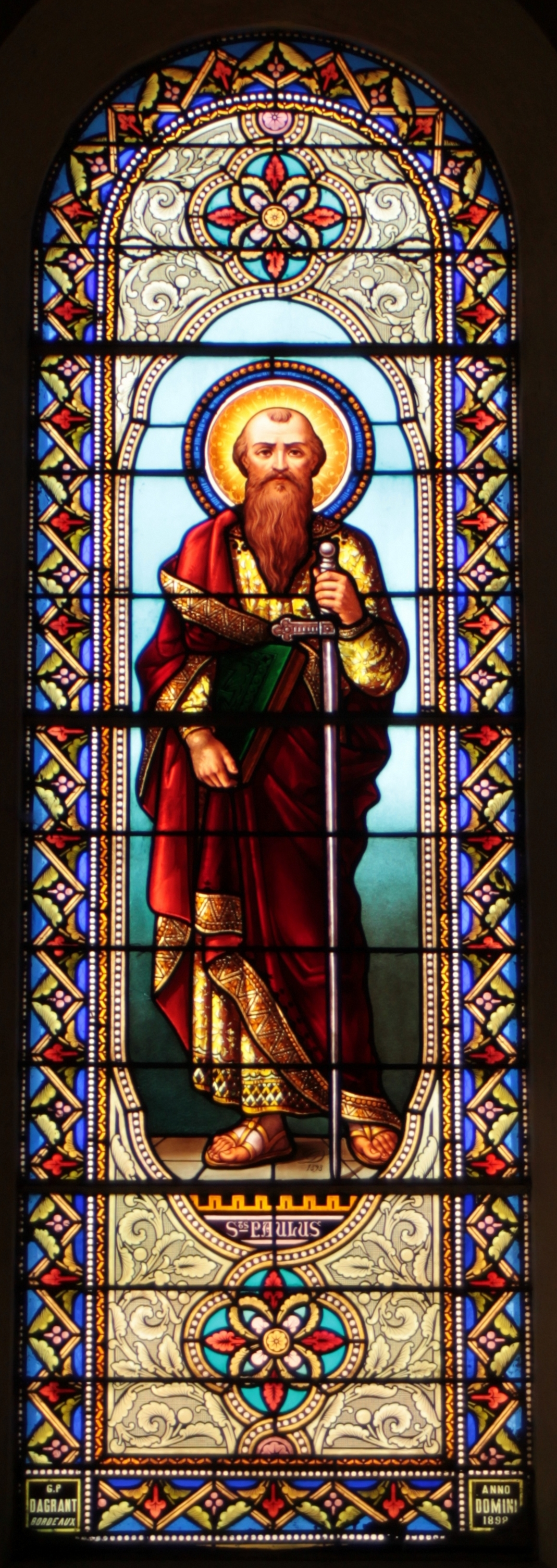
Vitrail Saint-Paul (Dagrant, 1898).
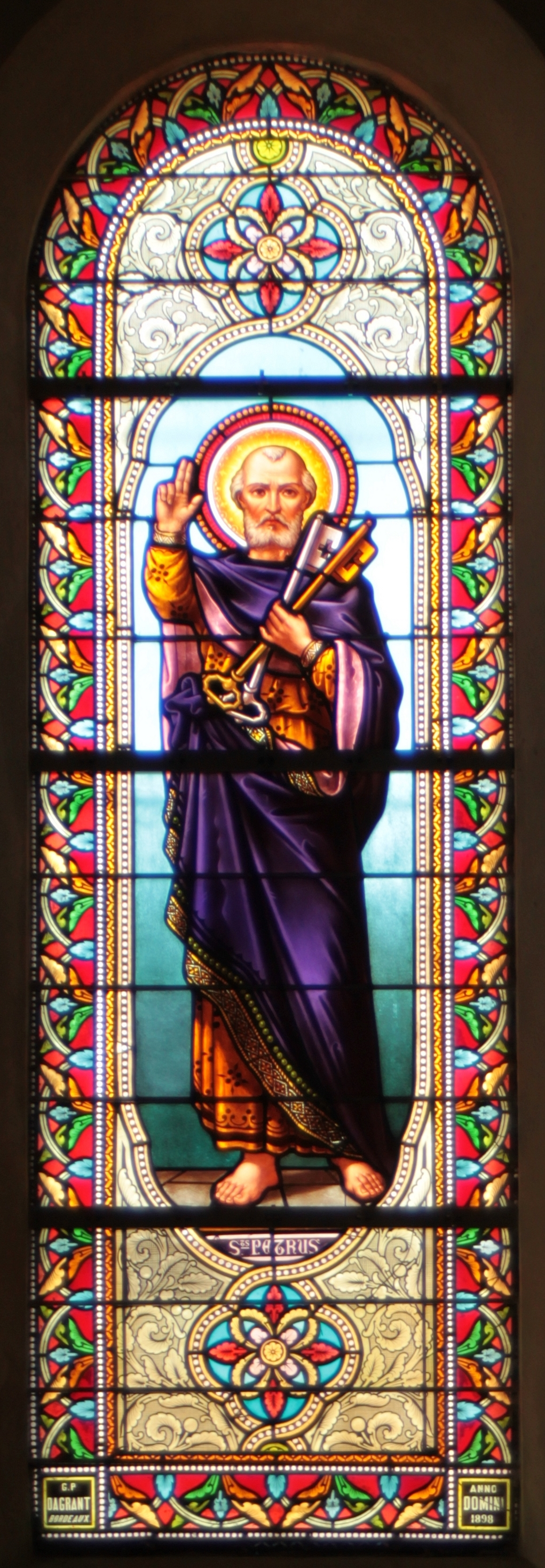
Vitrail Saint-Pierre (Dagrant, 1898).
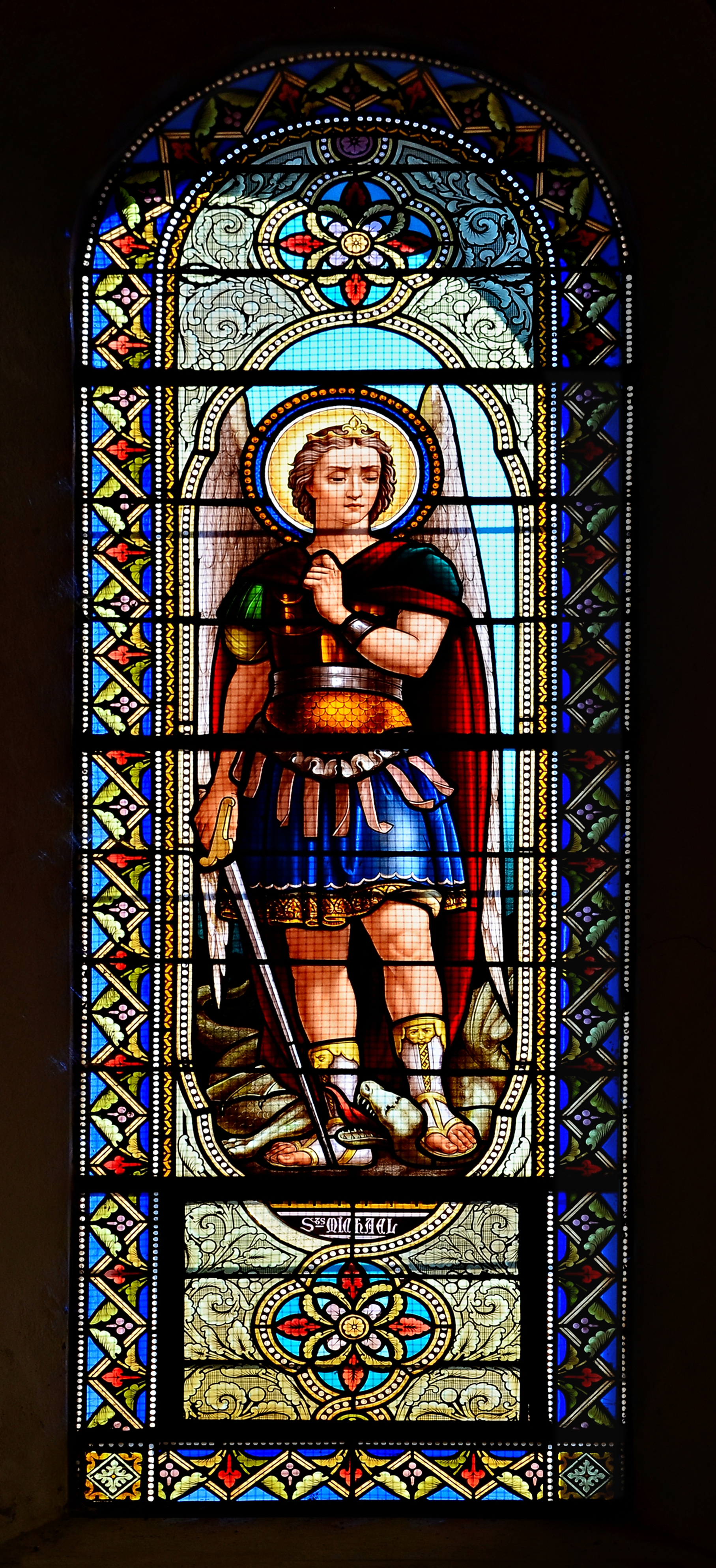
Vitrail Saint-Michel.
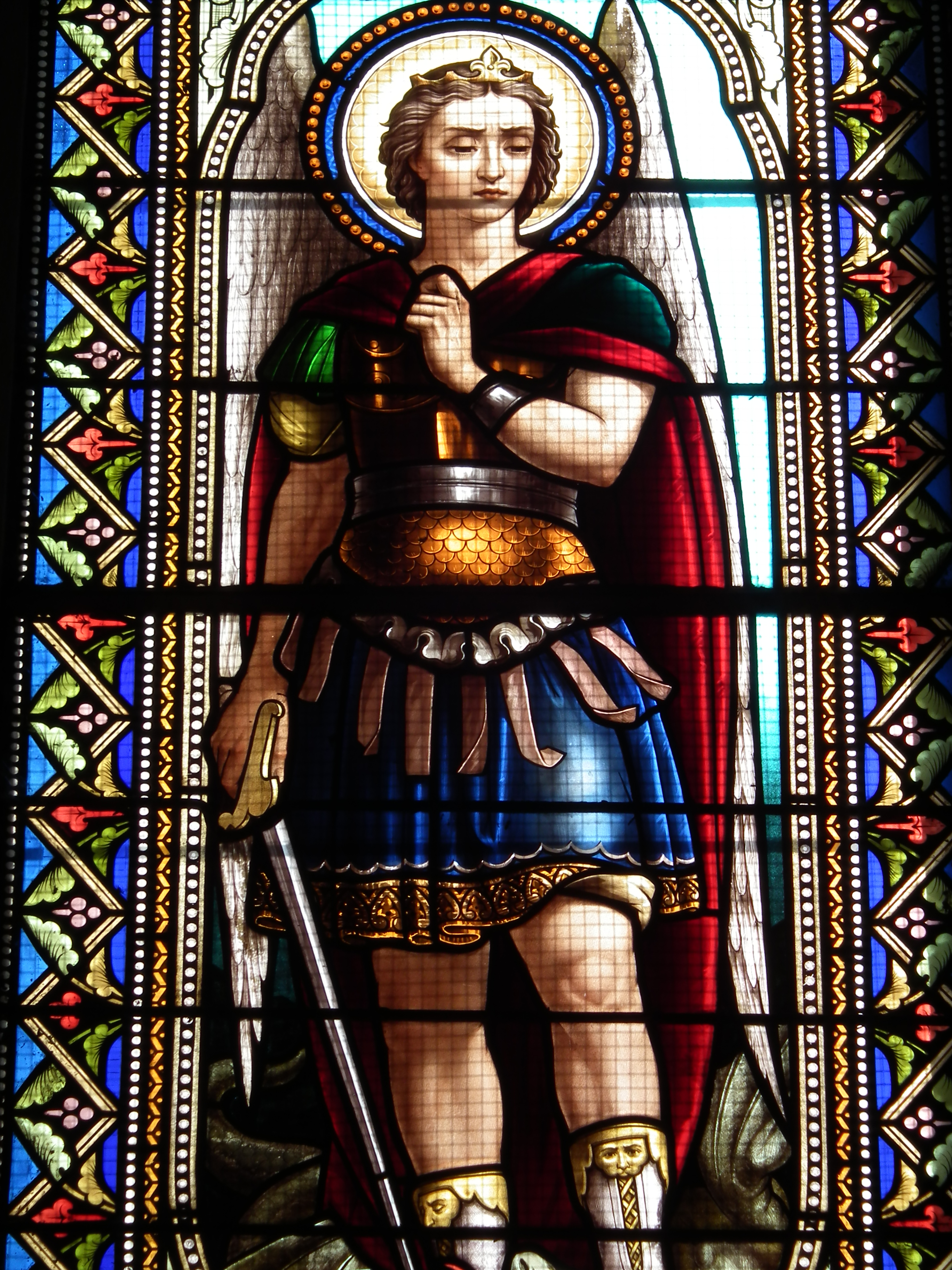
Détail : « l'archange saint Michel ayant terrassé le dragon ».
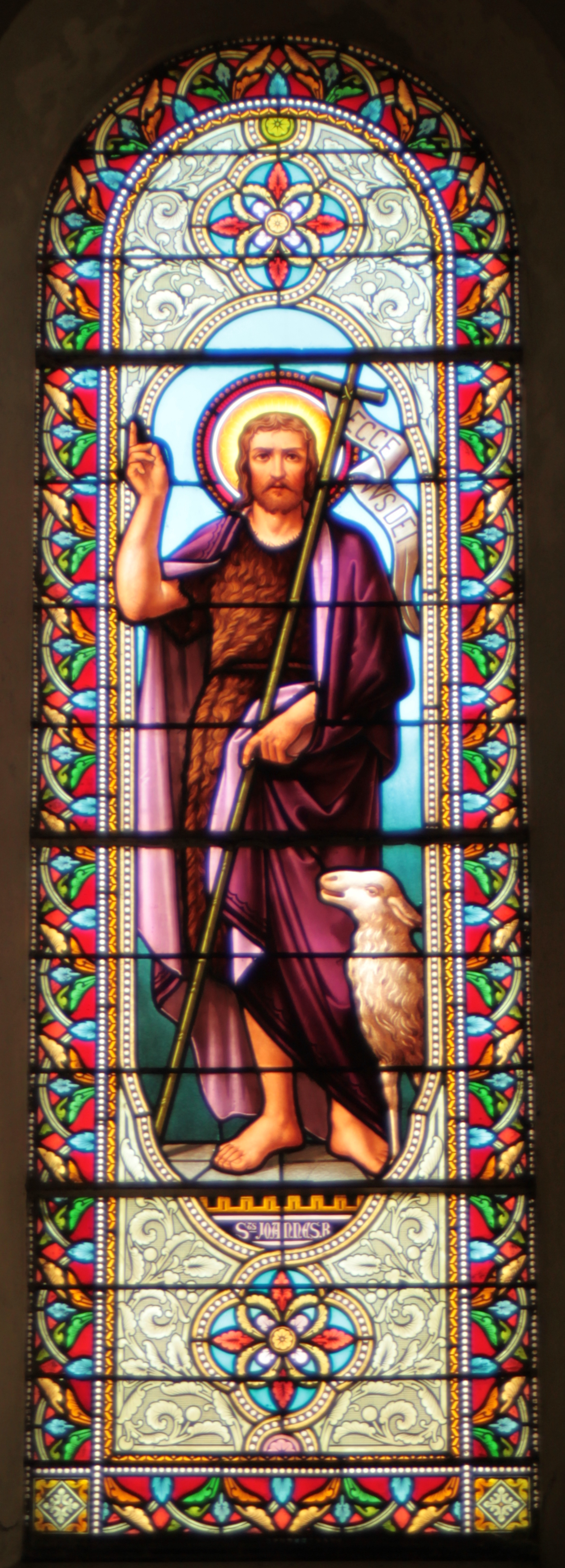
Vitrail Saint-Jean-Baptiste.

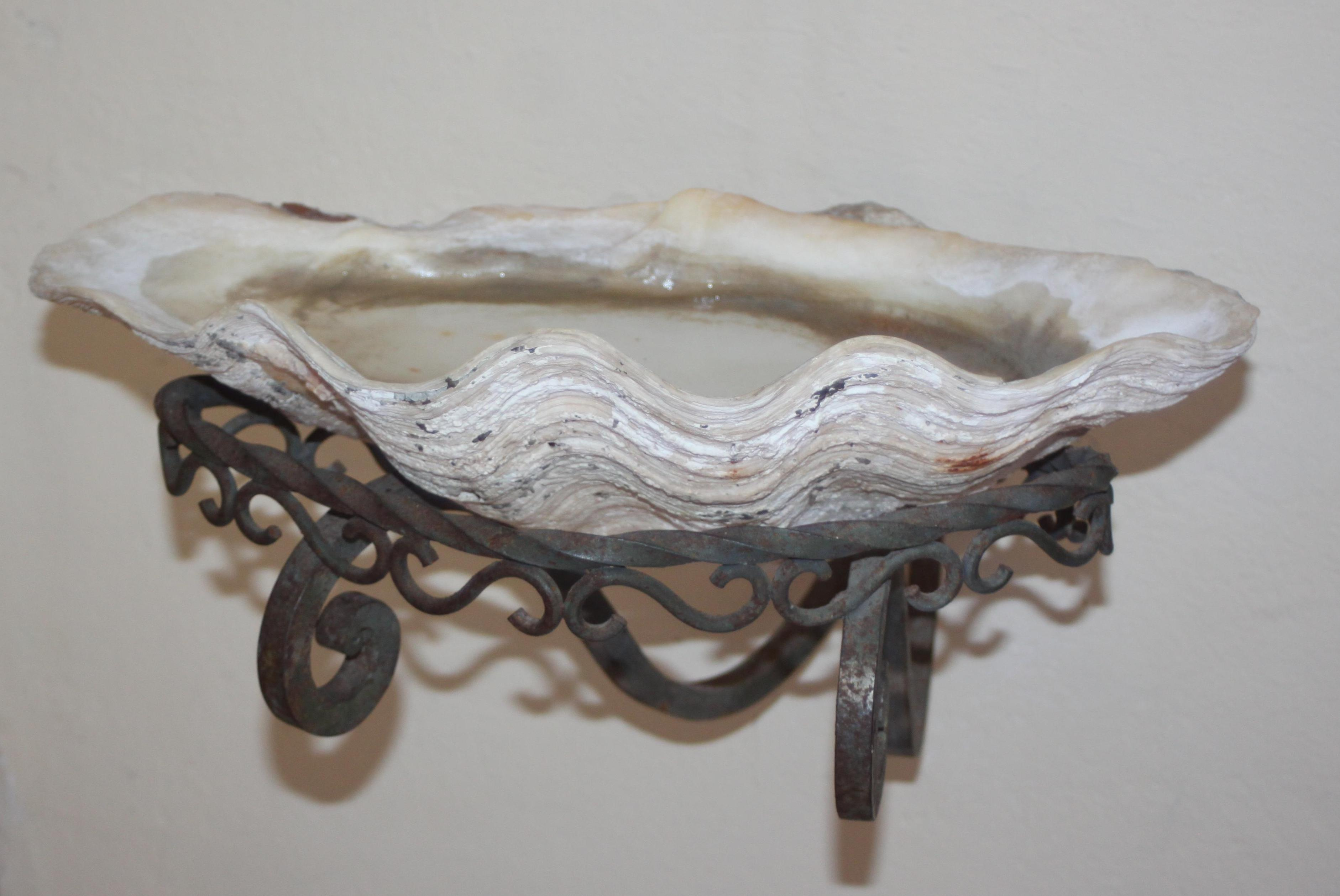
Bénitier.
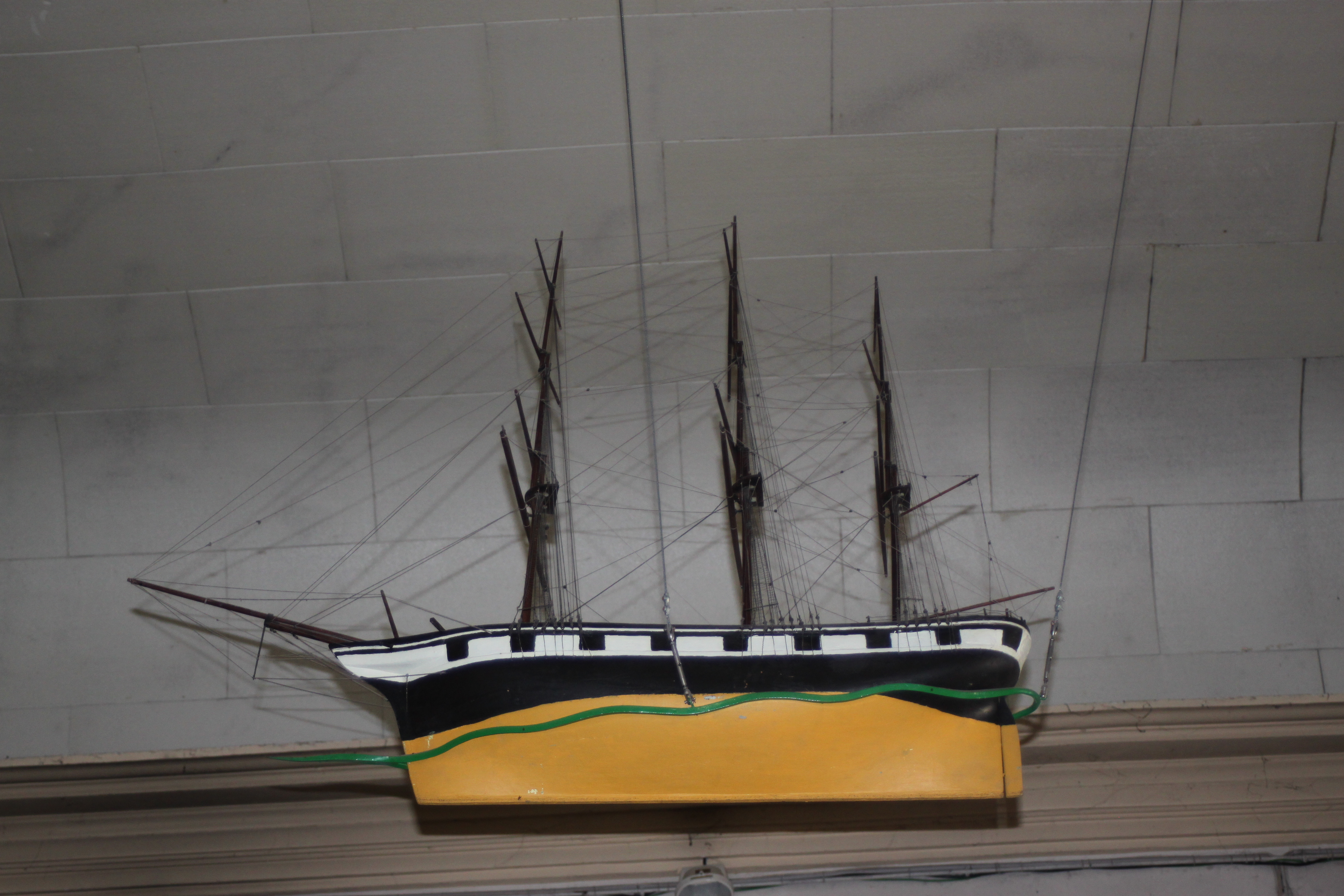
Ex-voto.